# Alec Waugh
Alexander Raban Waugh (8 de julho de 1898 – 3 de setembro de 1981) foi um romancista britânico, irmão mais velho do mais conhecido Evelyn Waugh, tio de Auberon Waugh e filho de Arthur Waugh, autor, crítico literário e editor. Sua primeira esposa foi Barbara Jacobs (1900-1996) (filha do escritor William Wymark Jacobs), sua segunda esposa foi Joan Chirnside (1902-1969), e sua terceira esposa foi Virginia Sorenson (1912-1991), autora do livro vencedor da Medalha Newbery Miracles on Maple Hill.
Waugh nasceu em Londres, filho de Arthur Waugh (1866-1943) e Catherine Charlotte Raban, bisneta de Lord Cockburn (1779-1854). Outro ancestral distinto foi seu tataravô William Morgan FRS (1750–1833), um pioneiro da ciência atuarial que serviu à Equitable Life Assurance Society por 56 anos e que ganhou a Medalha Copley em 1789. Entre os ancestrais que carregam o nome Waugh, o Rev. Alexander Waugh D.D. (1754–1827) foi um ministro da Igreja da Secessão da Escócia que ajudou a fundar a Sociedade Missionária de Londres e foi um dos principais pregadores não-conformistas de sua época. Seu neto Alexander Waugh (1840–1906) era um médico rural, que intimidava sua esposa e filhos e ficou conhecido na família Waugh como "o Bruto". O mais velho dos dois filhos de Alexander, nascido em 1866, era o pai de Alec, Arthur.